# Mallodonopsis corrosus
Mallodonopsis corrosus är en skalbaggsart som beskrevs av Bates 1879. Mallodonopsis corrosus ingår i släktet Mallodonopsis och familjen långhorningar.
Artens utbredningsområde är:
- Belize.
- Guatemala.
- Honduras.
- Panama.

Inga underarter finns listade i Catalogue of Life.